# Campionati mondiali di slittino su pista naturale
I campionati mondiali di slittino su pista naturale laureano i campioni del mondo di slittino su pista naturale. I campionati si disputano dal 1979 nelle discipline del singolo maschile, singolo femminile e doppio. Dal 2001 si svolge anche una staffetta a squadre in cui ogni team iscrive un atleta nel singolo uomini, nel singolo donne e un doppio uomini, facendo poi la somma dei tempi delle rispettive discese.
I campionati mondiali di slittino si svolgono con cadenza biennale, eccezion fatta per le edizioni del 1979-1980 e del 2000-2001 che si disputarono a distanza di un anno e per la sosta tra le rassegne del 1986 e del 1990. Questa manifestazione assegna il titolo più prestigioso per la carriera di uno slittinista su pista naturale visto che questa disciplina non è al momento inserita nel programma olimpico. L'edizione in programma nel 1988 non si disputò a causa delle cattive condizioni meteo.
Le gare dei campionati mondiali non sono valide per la classifica della Coppa del Mondo.

## Albo d'oro

### Singolo uomini
| Anno | Località         | Oro                   | Argento             | Bronzo                |
| 1979 | Inzing           | Werner Prantl         | Damiano Lugon       | Enrico Graber         |
| 1980 | Moso in Passiria | Enrico Graber         | Damiano Lugon       | Otto Bachman          |
| 1982 | Feld am See      | Gerhard Pircher       | Otto Bachman        | Werner Prantl         |
| 1984 | Kreuth           | Alfred Kogler         | Giuseppe Cerise     | Willi Danklmaier      |
| 1986 | Fénis            | Gerhard Pilz          | Damiano Lugon       | Harald Steinhauser    |
| 1990 | Valle di Casies  | Gerhard Pilz (2)      | Corrado Hérin       | Harald Steinhauser    |
| 1992 | Bad Goisern      | Gerhard Pilz (3)      | Willi Danklmaier    | Franz Obrist          |
| 1994 | Valle di Casies  | Gerhard Pilz (4)      | Franz Obrist        | Erhard Mahlknecht     |
| 1996 | Oberperfuss      | Gerhard Pilz (5)      | Anton Blasbichler   | Franz Obrist          |
| 1998 | Rautavaara       | Reinhard Gruber       | Martin Gruber       | Anton Blasbichler     |
| 2000 | Valdaora         | Gerald Kallan         | Gerhard Pilz        | Anton Blasbichler     |
| 2001 | Großsölk         | Anton Blasbichler     | Ferdinand Hirzegger | Gerhard Pilz          |
| 2003 | Železniki        | Robert Batkowski      | Gerhard Pilz        | Gerald Kallan         |
| 2005 | Laces            | Anton Blasbichler (2) | Andreas Castiglioni | Patrick Pigneter      |
| 2007 | Grande Prairie   | Gernot Schwab         | Gerhard Pilz        | Patrick Pigneter      |
| 2009 | Moso in Passiria | Patrick Pigneter      | Thomas Kammerlander | Thomas Schopf         |
| 2011 | Umhausen         | Gerald Kammerlander   | Robert Batkowski    | Patrick Pigneter      |
| 2013 | Nova Ponente     | Patrick Pigneter (2)  | Thomas Schopf       | Alex Gruber           |
| 2015 | Sankt Sebastian  | Patrick Pigneter (3)  | Alex Gruber         | Florian Breitenberger |
| 2017 | Vatra Dornei     | Alex Gruber           | Jurij Talich        | Thomas Kammerlander   |
| 2019 | Lazfons          | Alex Gruber (2)       | Thomas Kammerlander | Michael Scheikl       |
| 2021 | Umhausen         | Thomas Kammerlander   | Alex Gruber         | Patrick Pigneter      |
| 2023 | Nova Ponente     | Alex Gruber (3)       | Michael Scheikl     | Thomas Kammerlander   |
| 2025 | Kühtai           | Michael Scheikl       | Daniel Gruber       | Patrick Pigneter      |

### Singolo donne
| Anno | Località         | Oro                       | Argento               | Bronzo              |
| 1979 | Inzing           | Delia Vaudan              | Ingrid Zameter        | Roswitha Fischer    |
| 1980 | Moso in Passiria | Delia Vaudan (2)          | Christa Fontana       | Roswitha Fischer    |
| 1982 | Feld am See      | Herta Hafner              | Hilde Fuchs           | Paula Peintner      |
| 1984 | Kreuth           | Delia Vaudan (3)          | Paula Peintner        | Irmgard Lanthaler   |
| 1986 | Fénis            | Irmgard Lanthaler         | Delia Vaudan          | Helga Pichler       |
| 1990 | Valle di Casies  | Jeanette Koppensteiner    | Irene Koch            | Ljubov' Panjutina   |
| 1992 | Bad Goisern      | Ljubov' Panjutina         | Elvira Holzknecht     | Irene Koch          |
| 1994 | Valle di Casies  | Beatrix Mahlknecht        | Irene Zechner         | Doris Haselrieder   |
| 1996 | Oberperfuss      | Irene Zechner             | Elvira Holzknecht     | Sandra Mariner      |
| 1998 | Rautavaara       | Ljubov' Panjutina (2)     | Christa Gietl         | Sonja Steinacher    |
| 2000 | Valdaora         | Ekaterina Lavrent'eva     | Sonja Steinacher      | Elvira Holzknecht   |
| 2001 | Großsölk         | Sonja Steinacher          | Renate Gietl          | Sandra Mariner      |
| 2003 | Železniki        | Sonja Steinacher (2)      | Ekaterina Lavrent'eva | Irene Mitterstieler |
| 2005 | Laces            | Ekaterina Lavrent'eva (2) | Barbara Abart         | Renate Gietl        |
| 2007 | Grande Prairie   | Ekaterina Lavrent'eva (3) | Julija Vetlova        | Melanie Batkowski   |
| 2009 | Moso in Passiria | Renate Gietl              | Ekaterina Lavrent'eva | Renate Kasslatter   |
| 2011 | Umhausen         | Renate Gietl (2)          | Ekaterina Lavrent'eva | Melanie Schwarz     |
| 2013 | Nova Ponente     | Ekaterina Lavrent'eva (4) | Melanie Schwarz       | Evelin Lanthaler    |
| 2015 | Sankt Sebastian  | Evelin Lanthaler          | Ekaterina Lavrent'eva | Greta Pinggera      |
| 2017 | Vatra Dornei     | Greta Pinggera            | Evelin Lanthaler      | Tina Unterberger    |
| 2019 | Lazfons          | Evelin Lanthaler (2)      | Greta Pinggera        | Tina Unterberger    |
| 2021 | Umhausen         | Evelin Lanthaler (3)      | Ekaterina Lavrent'eva | Tina Unterberger    |
| 2023 | Nova Ponente     | Evelin Lanthaler (4)      | Greta Pinggera        | Tina Unterberger    |
| 2025 | Kühtai           | Evelin Lanthaler (5)      | Riccarda Ruetz        | Jenny Castiglioni   |

### Doppio
| Anno | Località         | Oro                                    | Argento                              | Bronzo                                    |
| 1979 | Inzing           | Damiano Lugon Andrea Millet            | Werner Mücke Helmut Hutter           | Werner Prantl Florian Prantl              |
| 1980 | Moso in Passiria | Oswald Pörnbacher Raimund Pigneter     | Martin Jud Harald Steinhauser        | Werner Mücke Helmut Hutter                |
| 1982 | Feld am See      | Andreas Jud Ernst Oberhammer           | Alfred Kogler Franz Huber            | Werner Prantl Florian Prantl              |
| 1984 | Kreuth           | Andreas Jud (2) Ernst Oberhammer (2)   | Martin Jud Harald Steinhauser        | Alfred Kogler Franz Huber                 |
| 1986 | Fénis            | Almir Betemps Corrado Hèrin            | Andreas Jud Ernst Oberhammer         | Arnold Lunger Günther Steinhauser         |
| 1990 | Valle di Casies  | Andreas Jud (3) Hannes Pichler         | Almir Betemps Corrado Hèrin          | Walter Mauracher Georg Eberharter         |
| 1992 | Bad Goisern      | Almir Betemps (2) Corrado Hèrin (2)    | Roland Wolf Stefan Kögler            | Michael Bischofer Herbert Kögl            |
| 1994 | Valle di Casies  | Manfred Gräber Günther Steinhauser     | Jürgen Pezzi Christian Hafner        | Roland Niedermair Hubert Burger           |
| 1996 | Oberperfuss      | Reinhard Beer Herbert Kögl             | Andi Ruetz Helmut Ruetz              | Martin Psenner Arthur Künig               |
| 1998 | Rautavaara       | Andi Ruetz Helmut Ruetz                | Manfred Gräber Hubert Burger         | Reinhard Beer Herbert Kögl                |
| 2000 | Valdaora         | Armin Mair David Mair                  | Reinhard Beer Herbert Kögl           | Andrzej Laszczak Damian Waniczek          |
| 2001 | Großsölk         | Wolfgang Schopf Andreas Schopf         | Armin Mair David Mair                | Peter Lechner Peter Braunegger            |
| 2003 | Železniki        | Wolfgang Schopf (2) Andreas Schopf (2) | Pavel Poršnev Ivan Lazarev           | Harald Kleinhofer Gerhard Mühlbacher      |
| 2005 | Laces            | Pavel Poršnev Ivan Lazarev             | Armin Mair Johannes Hofer            | Andrzej Laszczak Damian Waniczek          |
| 2007 | Grande Prairie   | Pavel Poršnev (2) Ivan Lazarev (2)     | Aleksandr Egorov Pëtr Popov          | Christian Schatz Gerhard Mühlbacher       |
| 2009 | Moso in Passiria | Patrick Pigneter Florian Clara         | Christian Schopf Andreas Schopf      | Andrzej Laszczak Damian Waniczek          |
| 2011 | Umhausen         | Pavel Poršnev (3) Ivan Lazarev (3)     | Patrick Pigneter Florian Clara       | Andrzej Laszczak Damian Waniczek          |
| 2013 | Nova Ponente     | Patrick Pigneter (2) Florian Clara (2) | Christian Schopf Andreas Schopf      | Thomas Schopf Andreas Schöpf              |
| 2015 | Sankt Sebastian  | Patrick Pigneter (3) Florian Clara (3) | Rupert Brueggler Tobias Angerer      | Pavel Poršnev Ivan Lazarev                |
| 2017 | Vatra Dornei     | Rupert Brueggler Tobias Angerer        | Patrick Pigneter Florian Clara       | Aleksej Martjanov Ivan Rodin              |
| 2019 | Lazfons          | Patrick Pigneter (4) Florian Clara (4) | Pavel Poršnev Ivan Lazarev           | Patrick Lambacher Matthias Lambacher      |
| 2021 | Umhausen         | Patrick Pigneter (5) Florian Clara (5) | Patrick Lambacher Matthias Lambacher | Christoph Regensburger Dominik Holzknecht |
| 2023 | Nova Ponente     | Patrick Lambacher Matthias Lambacher   | Patrick Pigneter Florian Clara       | Matevz Vertelj Vid Kralj                  |
| 2025 | Kühtai           | Matthias Lambacher (2) Peter Lambacher | Maximilian Pichler Nico Edlinger     | Tobias Paur Andreas Hofer                 |

### Staffetta a squadre
| Anno | Località         | Oro                                                                                      | Argento                                                                               | Bronzo                                                                       |
| 2001 | Großsölk         | Italia 1 Sonja Steinacher Anton Blasbichler Armin Mair / David Mair                      | Austria 2 Marlies Wagner Gerhard Pilz Peter Lechner / Peter Braunegger                | Italia 2 Renate Gietl Martin Gruber Thomas Graf / Michael Graf               |
| 2003 | Železniki        | Non disputata                                                                            | Non disputata                                                                         | Non disputata                                                                |
| 2005 | Laces            | Austria 1 Melanie Batkowski Robert Batkowski Reinhard Beer / Herbert Kögl                | Russia 1 Ekaterina Lavrent'eva Aleksej Lebedev Pavel Poršnev / Ivan Lazarev           | Italia 1 Sonja Steinacher Anton Blasbichler Armin Mair / Johannes Hofer      |
| 2007 | Grande Prairie   | Austria 1 Melanie Batkowski (2) Gernot Schwab Christian Schatz / Gerhard Mühlbacher      | Italia 1 Renate Gietl Patrick Pigneter / Florian Clara                                | Austria 2 Marlies Wagner Gerald Kammerlander Reinhard Beer / Herbert Kögl    |
| 2009 | Moso in Passiria | Italia 1 Renate Gietl Anton Blasbichler (2) Patrick Pigneter / Florian Clara             | Austria 1 Melanie Batkowski Thomas Schopf Christian Schopf / Andreas Schopf           | Russia 1 Ekaterina Lavrent'eva Ivan Lazarev Pavel Poršnev / Ivan Lazarev     |
| 2011 | Umhausen         | Italia 1 Renate Gietl (2) Anton Blasbichler (3) Patrick Pigneter (2) / Florian Clara (2) | Austria 1 Melanie Batkowski Gerald Kammerlander Christian Schatz / Gerhard Mühlbacher | Russia 1 Ekaterina Lavrent'eva Jurij Talich Pavel Poršnev / Ivan Lazarev     |
| 2013 | Nova Ponente     | Italia 1 Melanie Schwarz Alex Gruber Patrick Pigneter (3) / Florian Clara (3)            | Russia 1 Ekaterina Lavrent'eva Stanislav Kovšik Pavel Poršnev / Ivan Lazarev          | Italia 2 Evelin Lanthaler Florian Breitenberger Hannes Clara / Stefan Gruber |
| 2015 | Sankt Sebastian  | Non disputata                                                                            | Non disputata                                                                         | Non disputata                                                                |
| 2017 | Vatra Dornei     | Austria Tina Unterberger Thomas Kammerlander Rupert Brüggler / Tobias Angerer            | Italia Greta Pinggera Alex Gruber Patrick Pigneter / Florian Clara                    | Russia Svetlana Zaravina Juri Talich Aleksej Martjanov / Ivan Rodin          |
| 2019 | Lazfons          | Italia Evelin Lanthaler Patrick Pigneter (4) Alex Gruber (2)                             | Austria Tina Unterberger Michael Scheikl Thomas Kammerlander                          | Russia Ekaterina Lavrent'eva Stanislav Kovšik Jurij Talich                   |
| 2021 | Umhausen         | Italia Evelin Lanthaler (2) Alex Gruber (3)                                              | Austria Tina Unterberger Thomas Kammerlander                                          | RLF Ekaterina Lavrent'eva Aleksandr Egorov                                   |
| 2023 | Nova Ponente     | Italia Evelin Lanthaler (3) Alex Gruber (4)                                              | Austria Tina Unterberger Michael Scheikl                                              | Germania Lisa Walch Vincent Streit                                           |
| 2025 | Kühtai           | Italia Evelin Lanthaler (4) Daniel Gruber                                                | Austria Riccarda Ruetz Michael Scheikl                                                | Germania Lisa Walch Simon Dietz                                              |

## Medagliere
| Posizione | Paese                             | Oro | Argento | Bronzo | Totale |
| --------- | --------------------------------- | --- | ------- | ------ | ------ |
| 1         | Italia                            | 50  | 39      | 38     | 127    |
| 2         | Austria                           | 24  | 32      | 30     | 86     |
| 3         | Russia                            | 8   | 11      | 6      | 25     |
| 4         | Comunità degli Stati Indipendenti | 1   | 0       | 0      | 1      |
| 5         | RLF                               | 0   | 1       | 1      | 2      |
| 6         | Polonia                           | 0   | 0       | 4      | 4      |
| 7         | Germania                          | 0   | 0       | 2      | 2      |
| 8         | Unione Sovietica                  | 0   | 0       | 1      | 1      |
|           | Slovenia                          | 0   | 0       | 1      | 1      |
| Totale    | Totale                            | 83  | 83      | 83     | 249    |

## Atleti più medagliati
Dati aggiornati al campionato mondiale 2025

### Ori - Singolo uomini
| Pos. | Atleta            | Nazione |   |
| ---- | ----------------- | ------- | - |
| 1    | Gerhard Pilz      | Austria | 5 |
| 2    | Patrick Pigneter  | Italia  | 3 |
| 2    | Alex Gruber       | Italia  | 3 |
| 4    | Anton Blasbichler | Italia  | 2 |

### Medaglie - Singolo uomini
| Pos. | Atleta              | Nazione |   |   |   | Tot. |
| ---- | ------------------- | ------- | - | - | - | ---- |
| 1    | Gerhard Pilz        | Austria | 5 | 3 | 1 | 9    |
| 2    | Patrick Pigneter    | Italia  | 3 | 0 | 5 | 8    |
| 3    | Alex Gruber         | Italia  | 3 | 2 | 1 | 6    |
| 4    | Anton Blasbichler   | Italia  | 2 | 1 | 2 | 5    |
| 4    | Thomas Kammerlander | Austria | 1 | 2 | 2 | 5    |

### Ori - Singolo donne
| Pos. | Atleta                | Nazione |   |
| ---- | --------------------- | ------- | - |
| 1    | Evelin Lanthaler      | Italia  | 5 |
| 2    | Ekaterina Lavrent'eva | Russia  | 4 |
| 3    | Delia Vaudan          | Italia  | 3 |
| 4    | Sonja Steinacher      | Italia  | 2 |
| 4    | Renate Gietl          | Italia  | 2 |
| 4    | Ljubov' Panjutina     | /       | 2 |

### Medaglie - Singolo donne
| Pos. | Atleta                | Nazione |   |   |   | Tot. |
| ---- | --------------------- | ------- | - | - | - | ---- |
| 1    | Ekaterina Lavrent'eva | /       | 4 | 5 | 0 | 9    |
| 2    | Evelin Lanthaler      | Italia  | 5 | 1 | 1 | 7    |
| 3    | Delia Vaudan          | Italia  | 3 | 1 | 0 | 4    |
| 3    | Sonja Steinacher      | Italia  | 2 | 1 | 1 | 4    |
| 3    | Renate Gietl          | Italia  | 2 | 1 | 1 | 4    |
| 3    | Greta Pinggera        | Italia  | 1 | 2 | 1 | 4    |
| 3    | Tina Unterberger      | Italia  | 0 | 0 | 4 | 4    |

### Ori - Doppio
| Pos. | Atleta           | Nazione |   |
| ---- | ---------------- | ------- | - |
| 1    | Patrick Pigneter | Italia  | 5 |
| 1    | Florian Clara    | Italia  | 5 |
| 3    | Andreas Jud      | Italia  | 3 |
| 3    | Pavel Poršnev    | Russia  | 3 |
| 3    | Ivan Lazarev     | Russia  | 3 |

### Medaglie - Doppio
| Pos. | Atleta           | Nazione |   |   |   | Tot. |
| ---- | ---------------- | ------- | - | - | - | ---- |
| 1    | Patrick Pigneter | Italia  | 5 | 3 | 0 | 8    |
| 1    | Florian Clara    | Italia  | 5 | 3 | 0 | 8    |
| 3    | Pavel Poršnev    | Russia  | 3 | 2 | 1 | 6    |
| 3    | Ivan Lazarev     | Russia  | 3 | 2 | 1 | 6    |